# Angora by Night
Angora by Night er et dansk satireprogram, der havde form som et talkshow. Det havde premiere den 17. september 2007 og blev sendt på tv-kanalen DR2. Det omfatter 52 episoder på hver ca. 20 minutter og er fordelt på 2 sæsoner af hhv. 41 og 11 programmer. Det sidste program i hver sæson, som bærer undertitlerne "Nytårsspecial" og "Musikspecial", består udelukkende af klip fra sæsonens andre programmer.

## Efterårssæson
De medvirkende er Simon Kvamm, Esben Pretzmann og Rune Tolsgaard. Programmets ramme er ligesom trioens tidligere program, Drengene fra Angora fra 2004, et tv-studie, hvor de på skift er vært. Pretzmann er vært om mandagen, Kvamm om tirsdagen og Tolsgaard om onsdagen. Hver aften får de besøg af specielle gæster som for eksempel den autodidakte bøddel Philip og hans forsøgsperson Michael eller Flemming H og hans dystre forfølger Zefyr.
Ud over studiegæsterne optræder der også mærkværdige personager i forskellige indslag.
- Heksens Pissemand er et Popmusik-band, der optræder i Angora By Night. Gruppen fungerer som et fast indslag og består af 3 medlemmer, hvis navne ikke er blevet bekendtgjort, og stedet, hvor de spiller, er en uidentificeret varmekælder. Deres præstation er blottet for talent og kvalitet, musikken og vokalerne hænger ikke sammen. Medlemmerne spilles af Simon Kvamm, Esben Pretzmann, og Rune Tolsgaard.
- Benny Søndag Jensen (kendt under øgenavnet Søndag) er en gammel fiktiv legende inden for revy og visesanger, der optræder første gang i 2. afsnit. Søndag er omkring 70 og har skrevet viser i mange år, blandt andre sammen med sin tætte samarbejdspartner Kjeld Petersen. Sammen skrev de to i 1964 teksten til hittet ”Min Slagtermester takker af”. Visen er en sørgelig historie om en elsket slagterbutik, der beklageligvis lukker. Når Søndag optræder, er han i selskab med pianisten Knud Odde (ikke ham fra Sort Sol). Søndag bliver spillet af Esben Pretzmann og Knud Odde af Jesper Rofelt
- Naturvejlederen Rolf Engels. Han er uddannet naturvejleder, og han besvarer spørgsmål, som er sendt ind på mail til programmet "Naturmagasinet". Rolf Engels er altid iført sin camouflagedragt, som ifølge ham selv medvirker til en bedre oplevelse af naturen. Desuden lader det til, at han er en smule afhængig af cola. Han plejer at ringe til Jos (hans ven) for at få hjælp, men det ender oftest med, at Jos fortæller vitser. Rolf Engels spilles af Simon Kvamm
- De siamesiske tvillinger Ole og Allan.
- Reporteren Knud Erik med sine forholdsvis kedelige rapporter.

## Forårssæson
Programmet sendes kun én gang om ugen, i modsætning til efterårssæsonen, der blev sendt 4 gange om ugen. 
Forårssæsonen har et nyt studie – en slags hyggestue. Simon Kvamm fungerer som vært med to faste medværter, der også optrådte i løbet af efteråret, nemlig legetøjshandleren Carsten Mølby, der tidligere har været kendt for at kunne sluge ting, og den sky Jan Krabbe, gyserbogs-forfatteren. 
Der er igen en række indslag med både kendte og nye personligheder. Der er bl.a. gensyn med Stig og Palle. Som noget nyt er der også musikvideoer med i programmerne, ligesom i Drengene fra Angora. 
En ny sketch kaldet AssJack (et vestjysk svar på Jackass) var også en del af forårssæsonen.
Det er vestjyderne Heine, Knud Erik (K.E) og Piphans fra Nørre Nissum. Serien går ud på det samme som Jackass, hvor deltagerne begår forskellige stunts, der gør skade på dem selv og hinanden. Men Angora By Night er komik, så det er ikke de samme ekstreme stunts som i Jackass. For det meste er det Heine, det går ud over. F.eks. skal han køre ud i en iskold sø med et stort traktor dæk og blive sprøjtet med en pulverslukker. K.E er opfinderen bag AssJack. Heine bliver også tit udsat for en lammer af K.E. Hver gang de starter, midt i stuntet og  efter de har udført stuntet, råber de i kor:  WUU ASSJACK!.
Formen i programmet er en blanding af efterårssæsonen af Angora By Night og Drengene fra Angora.

## Spin-off
I sommeren 2010 vises der under VM-sæsonen et humoristisk indslag på DR1 med titlen "3. halvleg med Krabbe & Mølby", hvor Carsten Mølby og Jan Krabbe giver hver deres bud på hvordan man får den bedste VM-oplevelse. De lavede også sangen Mål og Pølser.
Toms lavede desuden nogle reklamer fra 2015 hvor karakteren Jan Krabbe læser ‘piv uhyggelige’ historier op på samme måde som han gjorde i showet.